# Zalesie (gmina Izbica)
Zalesie – wieś w Polsce położona w województwie lubelskim, w powiecie krasnostawskim, w gminie Izbica.
W latach 1975–1998 miejscowość należała administracyjnie do województwa zamojskiego.
Wieś stanowi sołectwo gminy Izbica. Według Narodowego Spisu Powszechnego (III 2011 r.) wieś liczyła 12 mieszkańców.
Wierni Kościoła rzymskokatolickiego należą do parafii św. Zofii w Tarnogórze.